# Mariposa-poodle

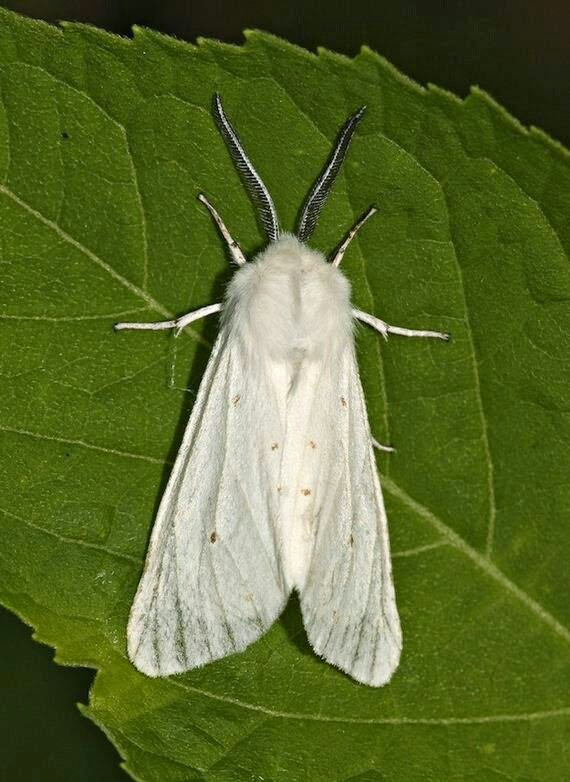
Imagem da Mariposa-Poodle

A Mariposa-Poodle é uma possivel nova espécie de artrópode. Foi descoberto na Venezuela em 2009 pelo biólogo Arthur Anker durante sua visita ao Parque Nacional Gran Sabana.

## Características
A Mariposa-Poodle é um inseto artrópode, é da ordem lepidoptera, da família lasiocampidae.
Essa mariposa recebe esse nome pois assemelha-se muito á um cão da raça poodle
É um inseto que mede aproximadamente 2 centímetros e é extremamente singular, com patas peludas e olhos grandes.
As mariposas possuem o corpo robusto e coberto por micro pelos, dando uma aparência aveludada.
Facilmente reconhecida pelo seu corpo branco brilhante e asas, mariposas como essas tem antenas em forma de pena. 
Sua "pele" e suas asas são brancas. Possui duas antenas peculiares castanho-dourado com um design estranho, porque parece que são compostas de pelo fino e são curvas, se assemelham a cílios postiços usados por algumas mulheres.
Seus olhos são grandes e inchados em relação à sua cabeça e são negros.

## Habitat
Até o momento só foram encontradas na Venezuela, américa do sul no parque Canaima.
A região possui 'Habitat' diversos, incluindo floresta úmida e altos planaltos rochosos conhecidos como Tepuis.

## Sobre sua pesquisa
Ainda não há dados taxonômicos ou ecológicos completos e ainda não se sabe se é uma espécie independente ou se é uma subespécie de uma já existente. 
Foi descoberta na Venezuela em 2009 por Arthur Anker.